# Чжан Їфань
Чжан Їфань (22 листопада 2000) — китайська плавчиня.
Олімпійська чемпіонка 2020 року.